# Химически атаки в Гута
Химическите атаки в Гута са поредица от химически атаки, извършени на 21 август 2013 г., в Гута, в Риф-дамаския мухафаз в Сирия.
Сирийската опозиция и Лекари без граници говорят за между 322 и 1729 смъртни случая, като никоя от жертвите няма повърхностни наранявания.
Според Сирийската обсерватория за човешки права (SOHR), която дава най-ниската оценка за броя на жертвите (322 убити), 46 от мъртвите са бойци от бунтовническите сили. Атаките са извършени на територии, контролирани от опозицията, като опозицията обвинява сирийското правителство за атаките. Атаките не са потвърдени от независим източник. Сирийското правителство първоначално отрича твърденията за извършени химически атаки, но по-късно обвинява бунтовниците в извършването им. Официални и държавни представители от Съединените щати, Франция, Израел, Швеция, Обединеното кралство, Турция, Канада и Арабската лига заявяват, че зад атаките стои сирийското правителство. Официални и държавни представители на Русия и Иран заявяват, че атаките са извършени от бунтовниците. Ако броят жертви се потвърди, това означава, че става въпрос за най-смъртоносната химическа атака след тази през март-април 1988 в Халабджа, извършена от иракския режим над кюрдското население, и извършената по време на втората битка за Ал-Фао атака по време на Ирано-иракската война.
Първоначално, сирийското правителство не допуска инспектори на ООН до засегнатите територии, въпреки че щабът на инспекторите е само на няколко километра от тях. На 25 август 2013, сирийското правителство се съгласява да допусне инспекторите до засегнатите територии. На 26 август 2013, инспектори се отправят към засегнатите райони, но снайперисти откриват огън по конвоя им. Те провеждат наблюдения в продължение на час и половина (вместо предвидените шест). Инспекторите се изтеглят, след като сирийските власти ги предупреждават, че не могат да гарантират сигурността им.
Впоследствие няколко западни държави, включително САЩ, Великобритания, Германия и Франция, директно обвиняват правителството на Башар ал-Асад за разпореждане на атаката. Въпреки това, към 7 септември 2013 г., разузнавателните служби на САЩ не разполагат със сведения за връзка между кръга на Асад и химическата атака. Обвинението, че атаката е осъществена от правителството, се основава до голяма степен на свидетелски показания, неправителствени организации и видеоклипове от Ютюб. Впоследствие се появяват и подозрения за външно участие в организацията на атаката, по-специално на Турция.

## Хронология
Според различни съобщения, атаките са се случили около 03:00 часа сутринта на 21 август 2013 г. в контролирания от бунтовниците и населен със сунитско мнозинство земеделски район Гута на изток от Дамаск. Районът е бил под няколкомесечна обсада от страна на сирийската армия, подкрепяна от войски на Хизбула. Атакуваните градове са Хамурая, Ирбин, Сакба, Кафр Батна, Мудамия, Хараста, Замалка и Аин Терма. Някои източници съобщават и за атака в контролираното от бунтовниците дамаско предградие Жобар.
Лекари без граници съобщава, че три болници, поддържани от организацията, са приели около 3600 пациенти със сипмтоми на нервнотоксично въздействие за по-малко от три часа след извършване  на атаките. От тях умрели са 355 души. Местните бунтовнически координационни комитети твърдят, че от 1338 жертви, 1000 са в Замалка, като 600 жертви са прехвърлени в медицински центрове в други градове и 400 са останали в Замалка. Най-малко шестима медици са умрели, докато са оказвали помощ на жертвите. Смята се, че смъртоносността на атаката е завишена от това, че граждани, криещи се от бомбардировките, се крият в подземни, зле вентилирани помещения, където химически агенти с по-висока от тази на атмосферния въздух плътност се концентрират след разпръскването им. Много жертви са умрели, докато са спели.
Ден след химическите атаки сирийската армия бомбардира Гута.
Съобщения по BBC News интерпретират тъмнината и позивите за молитва от видеозаписите като хронологично съответстващи на атака преди изгрев. Според BBC News от важност за хронологията е фактът, че три основни Фейсбук страници на сирийски опозиционни групи съобщават за жестоки сблъсъци между бунтовническата 'Свободна сирийска армия и правителствените сили, както и за бомбардировки от правителствените сили към 01:15 часа местно време на 21 август 2013 г. в източната част на Гута (часът може да варира с 1 час, ако се отчита лятното часово време). Именно за тези атаки по-късно се настоява, че са използвани химически оръжия.
Абу Сакр, медик, интервюиран от Центъра за документиране на насилието в Сирия, заявява че по негова преценка първите снаряди химическо оръжие са изстреляни от минохвъргачки към 02:00 часа. Друг интервюиран, Махер, заявява че Еин Тарма е атакуван с химически оръжия преди 02:30 часа.
BBC News съобщава, че трите главни страници във Фейсбук на сирийската опозиция започват да настояват, че се е случила химическа атака в рамките на няколко минути една от друга. В 02:45 UTC+3, бунтовническия координационен комитет в Еин Тарма заявява, че известен брой местоживеещи са умрели от задушаване, причинено от химически бомбардировки на района ал-Зайния [в Еин Тарма]. В 02:47 часа Sham News Network съобщава „по спешност“, че Замалка е атакувана с химически оръжия. В 02:55 часа бунтовническия местен координационен комитет издава подобно съобщени Лос Анджелис Таймс датира атаките около 03:00 часа.

### Свидетелства на очевидци

#### Сипмтоми
Свидетелства на очевидци, дадени за в.  Гардиън по отношение на симптомите говорят за хора, спящи в своите домове, умрели в леглата си, главоболие и повдигане, пяна, излизаща от устите и носовете на хората, миризма, между оцетна и на развалени яйца, задушаване, посиняващи тела, миризма на пропан-бутан и зачервяване и щипене на очите. Ричърд Спенсър от в. Дейли Телеграф обобщава свидетелствата на очевидци, добавяйки „Отровата…уби стотици и остави оцелелите едвам мърдащи, някои загубили съзнание, объркани, но укротени.“ Симптомите, за които съобщават живеещи в Гута и лекари пред Хюман Райтс Уоч, включват задух, мускулни спазми и пенене от устата, което съвпада със сипмтомите при нервнотоксично отравяне.
На 22 август 2013, Центърът за документиране на насилието в Сирия публикува множество свидетелски показания. Те описват съобщенията на лекари и помощен медицински персонал, които обобщават следните симптоми: повръщане, пенесто слюноотделяне, силна тревожност, щипене в клепачите, зачервяване на очите, диспнея, нервни конвулсии, дихателни и сърдечни недостатъчности, течение на кръв от носа и устата, и в някои случаи, халюцинации и загуба на памет.
Разан Зейтунех, сирийска адвокатка и общественичка, ангажирана с въпросите по защитата на човешките права, казва: „Часове по-късно почнахме да посещаваме медицинските пунктове в Гута, където ранените бяха настанени, и не можехме да повярваме на очите си. Не съм виждала толкова смърт през целия си живот. Хората лежаха на земята, по коридорите, стотици хора“.
Лекари без граници заявяват, че в три болници в областта, които организацията има силно и надеждно сътрудничество, 3600 пациенти с нервнотоксични симптоми са настанени за по-малко от 3 часа на 21 август 2013, и 355 от тях са починали. Симптомите, които те показват, са конвулсии, силно слюноотделяне, щипене в клепачите, замъглено зрение, дихателни проблеми. Директора по операциите на Лекари без граници Барт Жансенс заявява, че организацията „не може нито да потвърди научно причината за тези симптоми, нито да определи кой е отговорен за атаката. Все пак докладваните от пациентите симптоми, като се има предвид и развитието на епидемиологията, характеризиращо се с масивен приток на пациенти за кратък период от време, произходът на пациентите, и засягането на медицински работници и на оказващия бърза помощ персонал, ясно сочат за масово излагане на нервнотоксичен химичен агент.“

#### Бомбардировка
Абу Омар от бунтовническата Свободна сирийска армия заявява пред в. Гардиън, че ракетите, с които е извършена атаката са нестандартни, понеже „можеше да се чуе свистенето на ракетата във въздуха, но не и звук от експлозия“, и че не са нанесени видими щети по сградите. Свидетели на Хюман Райтс Уоч докладват за болестни симптоми и начин на бомбардировка, съответстващи на химически нервнотоксични агенти.
Активисти и местни жители са се свързали с Гардиън, заявявайки че останките на 20 ракети (за които се смята, че са носили нервнотоксичен газ) са намерени в засегнатите райони. Много от тях са останали цели, което означава, че не са детонирали при удара им със земята и вероятно са разпръсквали газ преди удара им със земята.

### Разузнавателни доклади
На 23 август 2013, официални държавни представители от САЩ заявяват, че американското разузнаване е засякло движение около сирийските складове на химическо оръжие преди атаката от 21 август.

### Подозрения за турско участие
На 12 декември 2015 г. депутатът от турската Републиканска народна партия Ерен Ердем представя доказателства на заседанието на парламента, че Турция е снабдявала терористите от Ислямска държава с материалите за производство на зарин, използван в Сирия. По-рано, през октомври същата година, Ердем и още един депутат от Републиканската народна партия – Али Шекер, обвиняват прокуратурата на Адана в потулване на случая под натиск от турското правителство. След като представят доказателства за производството на ракети и зарин, както и прехвърлянето им в Сирия с посредничеството на турски бизнесмени, прокуратурата в Адана започва разследване и го прекратява с освобождаването на 13 арестувани заподозрени. Двамата депутати обявяват и намерението си да започнат съдебен процес срещу замесените в трансфера на материали, както и служителите на прокуратурата, издали заповед да не се повдигат обвинения на арестуваните.